# Adel Taarabt
Adel Taarabt (født 24. maj 1989) er en marokkansk professionel fodboldspiller, der spiller for den portugisiske fodboldklub Benfica og for det marokkanske fodboldlandshold som offensiv midtbanespiller og kant.